# John Adam Fleming
John Adam Fleming (* 28. Januar 1877 in Cincinnati, Ohio; † 29. Juli 1956 in San Mateo, Kalifornien) war ein US-amerikanischer Geophysiker.
Fleming war nach dem Bachelor-Abschluss in Bauingenieurwesen (1899) an der University of Cincinnati bis 1903 als Gehilfe beim US Coast and Geodetic Survey, bei dem er unter Louis Agricola Bauer in der neu errichteten Abteilung Terrestrial Magnetism arbeitete, die erdmagnetische Observatorien in Alaska, Hawaii und Maryland errichtete, und von 1903 bis 1904 Superintendent für Entwurf und Konstruktion bei den Vulcan Copper Works. Von 1904 bis 1910 war er Magnetic Observer beim US Coastal and Geodetic Survey. Gleichzeitig war er ab 1904 Chief Magnetician bei der Carnegie Institution in Washington, D.C., wo Bauer 1904 die Abteilung Erdmagnetismus (Department of Terrestrial Magnetism, DTM) gegründet hatte. Er entwarf, baute und betreute dort erdmagnetische Instrumente und war an der Observation zum Beispiel in Zentralamerika beteiligt. Er wurde Chief of the Observatory Division, Chief of the Magnetic Survey Division, 1922 wurde er Assistant Director (nachdem die Gesundheit des Direktors Bauer schrittweise nachließ), 1930 Acting Director und von 1935 bis 1946 war er Direktor des Department of Terrestrial Magnetism der Carnegie Institution. Von 1946 bis 1954 war er Berater in internationalen Beziehungen der Carnegie Institution.
Von 1925 bis 1947 war er Herausgeber der Transactions of the American Geophysical Union und von 1928 bis 1948 des Journal of Terrestrial Magnetism and Atmospheric Electricity (jetzt Journal of Geophysical Research) der American Geophysical Union. Von 1930 bis 1953 war er im Rat (Board of Trustees) der Woods Hole Oceanographic Institution. Er war nicht zuletzt durch seine organisatorischen Fähigkeiten eine der bedeutendsten Persönlichkeiten, die die Geophysik in den USA in der ersten Hälfte des 20. Jahrhunderts formten. Am DTM unterstützte er Sydney Chapman und Julius Bartels in den Vorarbeiten für ihr klassisches Buch Geomagnetism (1940). Fleming selbst veröffentlichte über 100 wissenschaftliche Arbeiten. Einer seiner Schwerpunkte in der Forschung war die säkulare Variation des Erdmagnetfeldes.
Ihm zu Ehren ist die John Adam Fleming Medal der American Geophysical Union benannt.
1938 wurde Fleming Mitglied der National Academy of Sciences. Er war Ehrendoktor der University of Cincinnati (1933) und des Dartmouth College (1934). Er erhielt 1941 die William Bowie Medal der American Geophysical Union und 1945 er erhielt den Chree Medal and Prize der Physical Society in London.

## Schriften
- Herausgeber: Terrestrial Magnetism and Electricity, National Academy of Sciences 1939